# 荒木里佳
荒木 里佳（あらき りか）は、大阪府出身のミュージカル女優。

## 人物
17歳よりミュージカルやダンスの公演に多数出演。大阪音楽大学で声楽を学びイギリス・ロンドンへ留学。
ウエストエンド「Miss Saigon」、「CATS」、「Martin Guerre」などに合格。ミュージカル「Ego Tripper」オリジナルキャスト。
ブリティッシュ・ユース・オペラ、フランク・チキンズで活動。
日本では「FAME」メイベル・ワシントン役、「レ・ミゼラブル」マダム役、「ミス・サイゴン」、「キャンディード」、「山彦ものがたり」きつね、乙姫役、「ファントム」オペラ・ディーバ役、
「オペラ・ド・マランドロ」ドリス役、「パイレート・クイーン」イヴリーン役、「ガイズ＆ドールズ」カートライト将軍役、「MIKADO」カティーシャ役、「ステッピング・アウト」ローズ役、「風と共に去りぬ」エルシング役、「ミー＆マイガール」ブラウン夫人役、「TRAILS」ママ・ハーレー役などをつとめる。
クラシックからゴスペルまで歌唱の幅が広い俳優。
Inter FM「音楽番組DENCHI」パーソナリティ、パナソニック、朝日新聞、TOYOTAなどのCMの歌唱。
2013年シャンソンコンクール東京代表。
特技はカラーガード、皿回し、バイオリン。